# Рединг (электростанция)
Рединг — недействующая электростанция в Тель-Авиве в Израиле. Она расположена на северной окраине Тель-Авива, на берегу Средиземного моря у устья реки Яркон, на высоте около 10 метров над у.м. На востоке примыкает к спальному району Кохав а-Цафон, на противоположной стороне реки Яркон находится порт Тель-Авив. К северу от электростанции находился аэропорт Сде-Дов.

## История
Электростанция была введена в действие в 1938 году, первая паровая турбина имела мощность 12 МВт. Наряду с ГЭС в Нахараиме это был крупнейший производитель электроэнергии в подмандатной Палестине. Во время 40-х годов XX века электростанция выросла: была введена в эксплуатацию ещё одна турбина. После создания государства Израиль в 1948 году эксплуатация ГЭС в Нахараиме прекращается (так как она территориально оказалась в Иордании). Рединг была поспешно расширена путём установки третьей паровой турбины.
Электростанция названа в честь британского политика Руфуса Айзекса (1860—1935), чей официальный титул был маркиз Рединг. Он проявил большой интерес в инвестировании в бывшей еврейской Палестине, а в 1926 году стал председателем Палестинской электрической корпорации (предшественника Израильской электрической компании).
В 1953 году был введен в эксплуатацию второй энергоблок с производственной мощностью 100 МВт, а в 1956 году, накануне Синайской кампании — третий блок на 20 МВт, находящийся под землёй, как станция для чрезвычайных ситуаций. Четвёртый энергоблок был создан в середине 60-х, а в 1970-е начал поставлять электроэнергию в национальную энергосистему.
В 1994 году городские власти Тель-Авива решили в связи с неуместностью функционирования энергетического предприятия в непосредственной близости от центра города осуществить постепенное закрытие электростанции. Постепенно, однако, имела место переоценка этих планов. В 2006 году станция Рединг была преобразована на питание с мазута на природный газ. Модернизация началась в 2002 году. Это был сложный проект, который требовал вложения ресурсов. В проведение модернизации Электрическая компания Израиля инвестировала более 25 млн долларов США, а также за счёт инвестиций Компании в 65 млн долларов США была произведена укладка морского трубопровода.

## Технические характеристики
Мощность: 428 МВт. Расход природного газа (на полную мощность): 90 тонн в час. Расход воды для системы охлаждения (на полную мощность): 68 тыс. тонн в час. 